# ممارسة سياسة دولة واحدة ونظامان في منطقة هونغ كونغ الإدارية الخاصة
ممارسة سياسة دولة واحدة ونظامان في منطقة هونغ كونغ الإدارية الخاصة هي ورقة بيضاء صادرة عن المكتب الإعلامي لمجلس الدولة لجمهورية الصين الشعبية حول ممارسة سياسة «دولة واحدة ونظامان» في منطقة هونغ كونغ الإدارية الخاصة في 10 يونيو 2014 في في خضم الإصلاح الانتخابي في هونغ كونغ لعام 2014 وحركة «احتلوا المركزية» من قبل معسكر الوحدة الديمقراطية.
تعيد الورقة البيضاء تأكيد «اختصاص الصين الشامل» على الإقليم. وجاء في التقرير أن «الدرجة العالية من الحكم الذاتي لمنطقة هونغ كونغ الإدارية الخاصة ليست استقلالية كاملة ولا سلطة لامركزية»، وأضاف: «إنها سلطة إدارة الشؤون المحلية على النحو الذي تسمح به القيادة المركزية». كما تؤكد على أن «حب الدولة هو المبدأ الأساسي لمديري هونغ كونغ»، الذين يتحملون أيضًا مسؤولية حماية «سيادة البلاد والأمن والتنمية ولضمان ازدهار واستقرار هونغ كونغ على المدى الطويل». كما تؤكد على ضرورة «البقاء في حالة تأهب لمحاولة القوى الخارجية استخدام هونج كونج للتدخل في الشؤون الداخلية للصين، ومنع وصد محاولة عدد قليل جدًا من الأشخاص الذين يتواطئون مع قوى خارجية للتدخل في شؤون الصين».
أشعلت الورقة البيضاء عاصفة من الانتقادات من مختلف القطاعات في هونغ كونغ الذين كانوا قلقين من أن القيادة الشيوعية كانت تتراجع عن تعهداتها بالالتزام بسياسة «دولة واحدة ونظامان» التي تسمح لهونغ كونغ ديمقراطية ومستقلة تحت حكم بكين. استشهدت شركة آبل ديلي بالمنظر القانوني بجامعة بكين جيانغ شيغونغ كمؤلف للتقرير.